# Tirana (Fluss)
Der Fluss Tirana (albanisch Lumi i Tiranës) entwässert einen Großteil des Gebiets rund um die albanische Hauptstadt Tirana und ist der größte und längste Zufluss im System des Ishëm.

## Verlauf

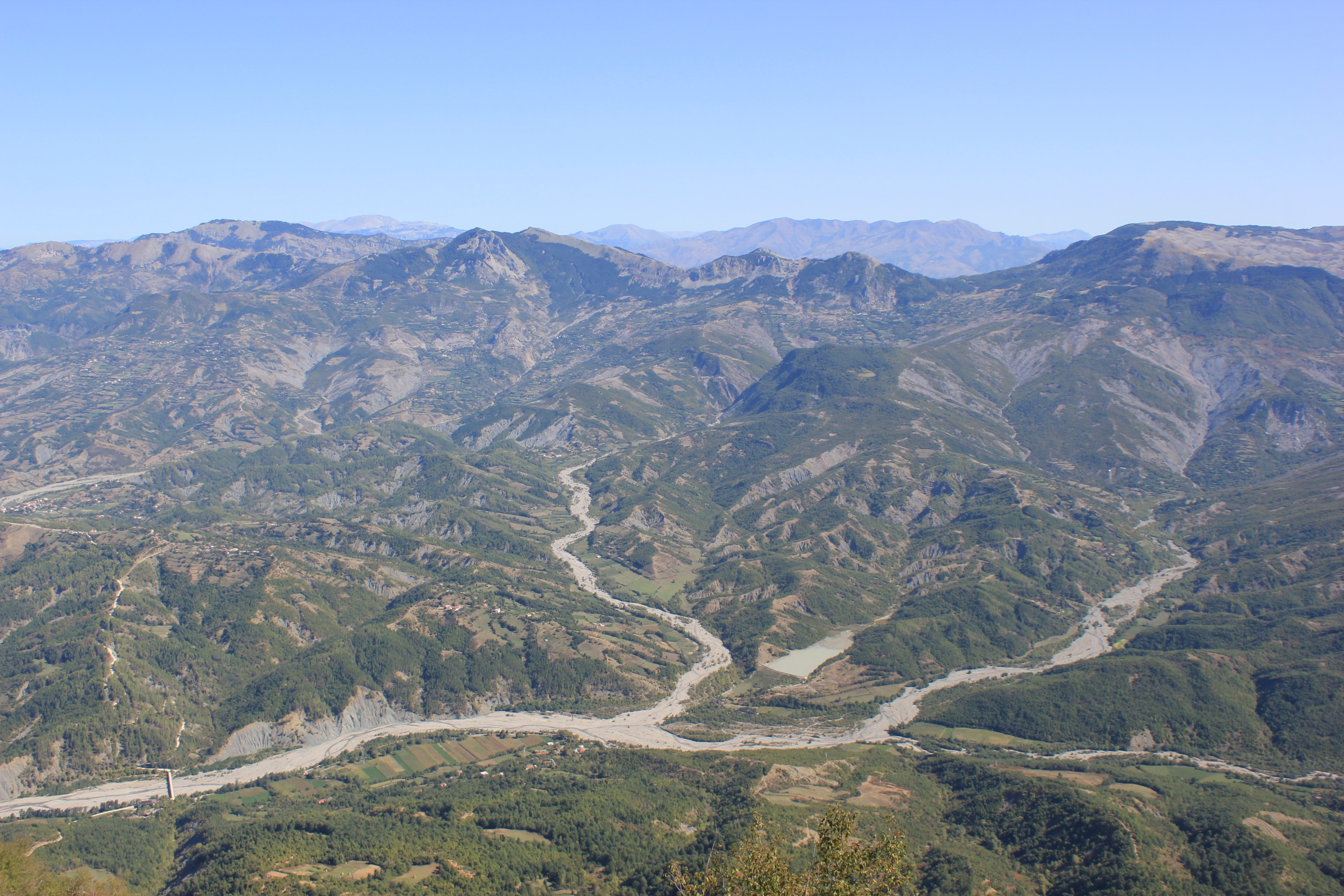
Mehrere Bäche vereinigen sich nördlich des Dajtis bei Zall-Dajt zur Tirana.

Die Tirana entspringt im Skanderbeggebirge nordöstlich von Tirana. Sie bildet sich beim Dorf Zall-Dajt nördlich des Berges Dajti (1613 m ü. A.) auf rund 370 m ü. A. aus mehreren Bächen. Der längste davon ist der Selita-Bach, der seine Quelle an den steilen Westhängen des Mali me Gropa auf rund 1350 m ü. A. hat. Der Gebirgsbach fließt im unteren Teil in einem breiten, flachen Bett. Die Tirana entwässert ein großes Becken von über sieben Kilometern Breite und über zehn Kilometern Länge hinter dem Dajti und anderen Bergen des Küstenrandgebirges. Das Becken ist Teil des Nationalparks Dajti.

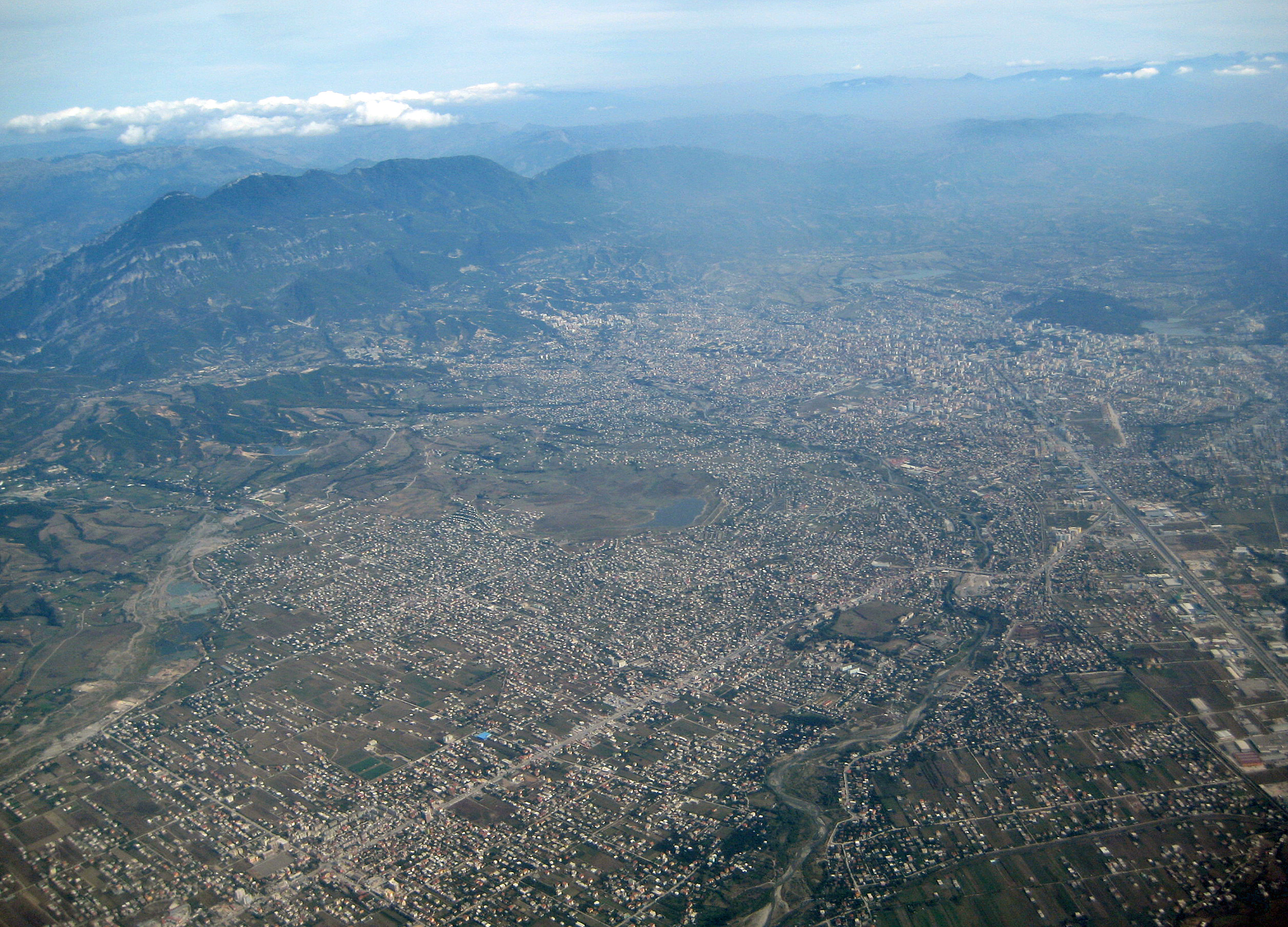
Die Ebene von Tirana – am linken Bildrand tritt die Tirana unterhalb des Dajtis aus der Schlucht in die Ebene aus und fließt dann in einem Bogen um Kamza (Bildmitte bis links unten) herum, um am unteren Bildrand der Adria zuzustreben – die Stadt Tirana im Hintergrund.

In der engen, tief eingeschnittenen Schlucht Shkalla Tujanit durchbricht die Tirana die Randkette zwischen Dajti und Maja e Brarit (1214 m ü. A.). Zu Beginn der Schlucht – nach einem kleinen Wehr – passiert der Fluss einen besonders engen Klamm. Im hügeligen Gebirgsvorland nimmt die Tirana links den Bach Linza auf.
Dann tritt der Fluss in die Ebene von Tirana aus, den er in seiner ganzen Breite nach Westen durchquert, zuerst in einem breiten, meist aber fast ausgetrockneten Flussbett, später in einem schmalen Einschnitt. Die Stadt Tirana wird dabei an ihrem nördlichen Ende passiert: Sie breitet sich vom breiten Flussbett nach Süden aus. Nordöstlich von Tirana beim Dorf Babruja wurde zumindest früher dem Fluss Wasser entnommen, das über einen Kanal und einen Tunnel dem Wasserspeicher Paskuqan zugeführt wurde. Die Stadt Kamza passiert die Tirana südwestlich.
Am westlichen Rand der Ebene vereinigt sich der Fluss mit dem Bach Limuth und seinem wichtigsten Zufluss, der Lana, die an der Westflanke des Dajti entspringt und südlich des Lumi i Tiranës durch das Stadtzentrum Tiranas nach Westen fließt. Der Fluss verläuft in der Folge nach Norden, westlich am Flughafen Tirana und dem Dorf Rinas vorbei.
Zwischen Fushë-Preza und Fushë-Kruja vereinigt die Tirana sich mit der Tërkuza zum Fluss Gjola, die nach rund fünf Kilometern die Zeza aufnimmt und fortan Ishëm genannt wird. Der Zusammenfluss liegt auf 11 m ü. A.

## Verkehrswege und Brücken
Durch die Schlucht verläuft entlang der Tirana von der Hauptstadt bis Zall-Dajt und weiter hinaus die im Bau befindliche Rruga e Arbërit. Nur hier am Oberlauf wird der Fluss von Verkehrswegen begleitet. Ansonsten fehlen direkt im Uferbereich parallel verlaufende Verkehrswege, insbesondere auch im urbanen Gebiet Tiranas. Es bestehen aber Pläne der Bashkia Tirana, das vernachlässigte und von Müll geprägte Gebiet am Fluss in einen langen Park zu verwandeln.
Die erste Straße überquert die Tirana bei Zall-Dajt (Straße nach Zall-Bastar). Die Straße nach Zall-Dajt überquert den Fluss oberhalb der Schlucht, verläuft in dieser aber am Nordufer. Am unteren Ausgang der Schlucht beim Dorf Ferraj befindet sich die historische osmanische Steinbrücke Ura e Brarit. Die Straße überquert die Schlucht unterhalb davon, für die Rruga e Arbërit wurde eine weitere Brücke etwas weiter oben errichtet.
Am nordöstlichen Stadtrand von Tirana führen drei weitere Brücke über den Fluss zum Dorf Babruja. Einige Kilometer weiter westlich befindet sich nördlich des Zentrums der Hauptstadt eine Brücke, die Paskuqan mit Tirana verbindet. Diese Brücke, zuvor einspurig, wurde 2020/21 neu gebaut.
Entlang des Flusslaufes entstand von 2022 bis 2024 der nördliche Abschnitt der Umfahrung von Tirana, die die Tirana bei Babruja und bei Lapraka auf zwei Brücken von 280 respektive 130 Metern Länge quert.
Zwischen Bregu i Lumit und Kamza quert die SH1 die Tirana. Westlich von Kamza verbindet eine weitere Brücke die Dörfer Laknas und Valias – früher eine Eisenbahnbrücke zu den Kohlemine von Valias. Eine Verlängerung dieser Linie führte früher westlich von Valias über den Fluss – davon zeugen heute aber nur noch einzelne Betonpfeiler.

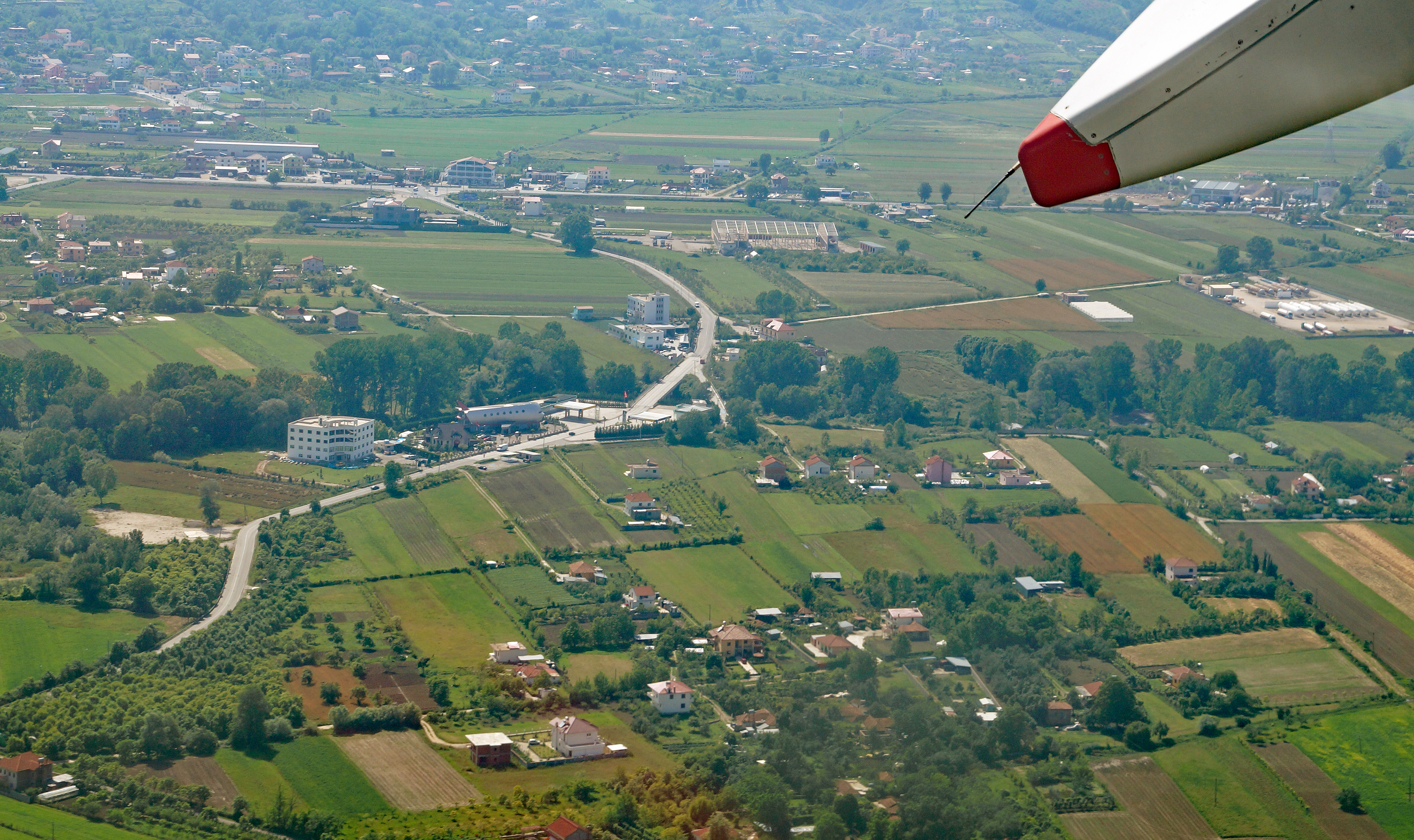
Brücke des Flughafenzubringers nordwestlich von Rinas – die Tirana fließt hier in einem kleinen, von Bäumen gesäumten Einschnitt.

Die nächsten Brücken sind diejenigen der SH60 mit einem Abstand von über vier Kilometern Luftdistanz, die den Flughafen von Süden und Westen erschließen.
Kurz nach dem Zusammenfluss mit der Tërkuza quert die SH52 den Flusslauf (Ura e Gjolës).
Zudem gibt es noch mehrere Stege für Fußgänger.

## Umweltverschmutzung
“The current ecological situation of the urban Tirana River demonstrates waterways and aquifers, poor waste management, contaminated land, deforestation and sporadic urbanization. Ecologically it is poor.”

„Die aktuelle ökologische Lage des Flusses Tirana zeigt im städtischen Raum Wasserläufe und Grundwasserleiter, schlechtes Abfallmanagement, kontaminiertes Land, Entwaldung und sporadische Verstädterung. Ökologisch gesehen ist [die Lage] schlecht.“

Der Ishëm und seine Zuflüsse Lana und Tirana gelten als extrem stark verschmutzt. Abwässer aus der Großstadt Tirana und der Industrie werden ungereinigt in die Flüsse geleitet. Die Anteile an Ammonium, Stickstoffdioxid und Schwebstoffen überschreiten in vielen Messungen die zulässigen EU-Grenzwerte.:140 f.
Vor den Eintritt in den urbanen Bereich ist das Gewässer noch kaum belastet.:143